# Championnat du monde des voitures de sport 1965
1964 1966
Le Championnat du monde des voitures de sport 1965 est la 13e saison du Championnat du monde des voitures de sport (WSC) FIA. Il est ouvert aux voitures de Sport et Sport-prototypes qui vont courir à travers le monde dans des courses d'endurance, ainsi qu'aux voitures de Grand Tourisme. Il s'est couru du 28 février 1965 au 19 septembre 1965, comprenant 20 courses.

## Calendrier
Toutes les catégories n'ont pas couru dans tous les événements. Certaines courses étaient réservées à une catégorie, alors que d'autres étaient combinées.
| Manche | Course                                         | Circuit                        | Catégorie | Participants | Date          |
| ------ | ---------------------------------------------- | ------------------------------ | --------- | ------------ | ------------- |
| 1      | 2 000 km de Daytona                            | Daytona International Speedway | Libre     | 43           | 28 février    |
| 2      | 12 Heures de Sebring                           | Sebring International Raceway  | Libre     | 66           | 27 mars       |
| 3      | Gran Premio Shell Coppa Bologna                | Autodromo Dino Ferrari         | GT        | 15           | 11 avril      |
| 4      | Coppa Inter-Europa                             | Autodromo Nazionale di Monza   | GT        | 16           | 25 avril      |
| 5      | 1 000 km de Monza                              | Autodromo Nazionale di Monza   | Libre     | 33           | 25 avril      |
| 6      | RAC Tourist Trophy - Senior Service            | Oulton Park                    | Libre     | 24           | 1er mai       |
| 7      | Targa Florio                                   | Palerme                        | Libre     | 59           | 9 mai         |
| 8      | 500 km de Spa-Francorchamps                    | Circuit de Spa-Francorchamps   | Libre     | 27           | 16 mai        |
| 9      | 1 000 km du Nürburgring - ADAC                 | Nürburgring                    | Libre     | 63           | 23 mai        |
| 10     | 500 km de Mugello                              | Circuit de Mugello             | GT        | 55           | 6 juin        |
| 11     | Course de côte Alpen Bergpreis Rossfield       | Rossfield                      | GT        | 92           | 13 juin       |
| 12     | 24 Heures du Mans                              | Le Mans                        | Libre     | 51           | 19 au 20 juin |
| 13     | 12 Heures de Reims                             | Reims-Gueux                    | Libre     | 22           | 4 juillet     |
| 14     | Course de côte Corsa della Mendola             | Bolzano                        | GT        | 99           | 4 juillet     |
| 15     | Course de côte Bergpreis Fribourg-Schauinsland | Schauinsland                   | GT        | 72           | 8 août        |
| 16     | Coppa Citta di Enna                            | Circuit d'Enna-Pergusa         | GT        | 12           | 15 août       |
| 17     | Course de côte Grosser Bergpreis der Schweiz   | Villars                        | GT        | 80           | 29 août       |
| 18     | 500 km du Nürburgring                          | Nürburgring                    | GT        | 85           | 5 septembre   |
| 19     | 500 kilomètres de Bridgehampton                | Bridgehampton                  | GT2.0     | 19           | 19 septembre  |
| 20     | 500 kilomètres de Bridgehampton                | Bridgehampton                  | Libre     | 24           | 19 septembre  |

#### Catégorie GT - Division III (+ de 2000 cm³)

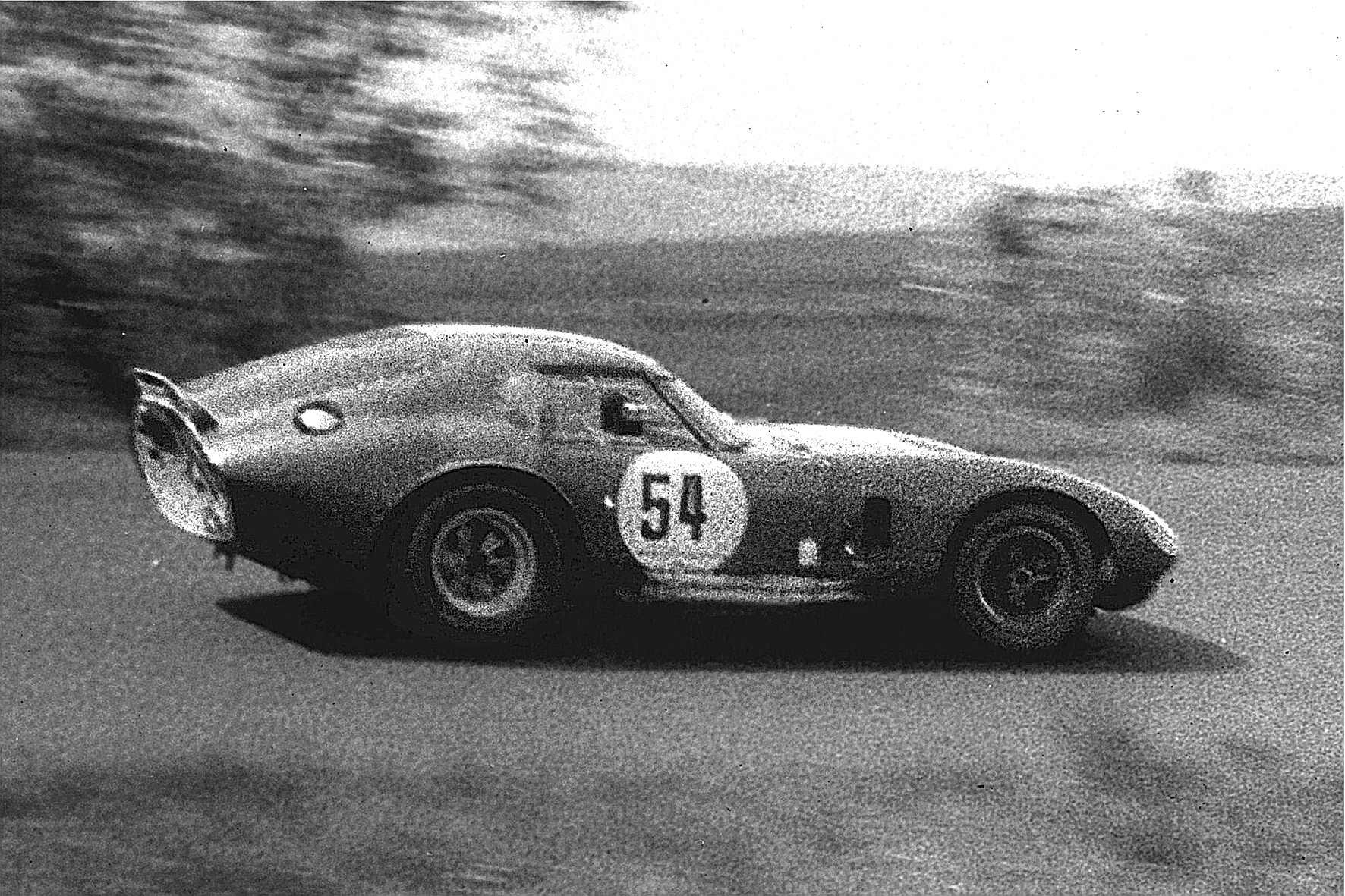
La Shelby Cobra Daytona, en compétition dans la catégorie GT de Division III.

## Résultats de la saison

### Courses
| Manche | Circuit                | Équipe vainqueur                 | Résultats |
| Manche | Circuit                | Pilote vainqueur                 | Résultats |
| ------ | ---------------------- | -------------------------------- | --------- |
| 1      | Daytona                | #73 Shelby American Inc.         |           |
| 1      | Daytona                | Ken Miles Lloyd Ruby             |           |
| 2      | Sebring                | #3 Chaparral Cars Inc.           | Résultats |
| 2      | Sebring                | Jim Hall Hap Sharp               | Résultats |
| 3      | Autodromo Dino Ferrari | #48 Abarth                       |           |
| 3      | Autodromo Dino Ferrari | Herbert Demetz                   |           |
| 4      | Monza                  | #14 Abarth                       |           |
| 4      | Monza                  | Klaus Steinmetz                  |           |
| 5      | Monza                  | #63 SEFAC Ferrari                | Résultats |
| 5      | Monza                  | Mike Parkes Jean Guichet         | Résultats |
| 6      | Goodwood               | #16 Sid Taylor Racing            | Résultats |
| 6      | Goodwood               | Denny Hulme                      | Résultats |
| 7      | Palerme                | #198 SEFAC Ferrari               | Résultats |
| 7      | Palerme                | Nino Vaccarella Lorenzo Bandini  | Résultats |
| 8      | Spa-Francorchamps      | #2 Écurie Francorchamps          | Résultats |
| 8      | Spa-Francorchamps      | Willy Mairesse                   | Résultats |
| 9      | Nürburgring            | #1 SEFAC Ferrari                 | Résultats |
| 9      | Nürburgring            | John Surtees Ludovico Scarfiotti | Résultats |
| 10     | Mugello                | #124 Montegrappa                 |           |
| 10     | Mugello                | Mario Casoni Antonio Nicodemi    |           |
| 11     | Rossfeld               | #2T Porsche System               |           |
| 11     | Rossfeld               | Gerhard Mitter                   |           |
| 12     | Le Mans                | #21 North American Racing Team   | Résultats |
| 12     | Le Mans                | Jochen Rindt Masten Gregory      | Résultats |
| 13     | Reims-Gueux            | #1 North American Racing Team    | Résultats |
| 13     | Reims-Gueux            | Pedro Rodriguez Jean Guichet     | Résultats |
| 14     | Bolzano                | #246 Abarth                      |           |
| 14     | Bolzano                | Herbert Demetz                   |           |
| 15     | Freibourg              | #64 Ferrari                      |           |
| 15     | Freibourg              | Ludovico Scarfiotti              |           |
| 16     | Enna-Pergusa           | #38 Pas de nom d'équipe          |           |
| 16     | Enna-Pergusa           | Mario Casoni                     |           |
| 17     | Ollon Villars          | #172 Scuderia Sant Ambroeus      |           |
| 17     | Ollon Villars          | Ludovico Scarfiotti              |           |
| 18     | Nürburgring            | #7 Automobiles Alpine            | Résultats |
| 18     | Nürburgring            | Mauro Bianchi Lucien Bianchi     | Résultats |
| 19     | Bridgehampton          | #14 Herb Wetanson                |           |
| 19     | Bridgehampton          | Herb Wetanson                    |           |
| 20     | Bridgehampton          | #66 Chaparral Cars Inc.          |           |
| 20     | Bridgehampton          | Hap Sharp                        |           |

### Championnat du monde des constructeurs

#### Catégorie GT - Division I (1 300cm3)
| Pos | Constructeur | 1 | 2    | 3 | 4    | 5 | 6 | 7    | 8 | 9    | 10 | 11 | 12 | 13 | 14 | 15 | 16 | 17  | 18 | 19   | 20 | Total |
| --- | ------------ | - | ---- | - | ---- | - | - | ---- | - | ---- | -- | -- | -- | -- | -- | -- | -- | --- | -- | ---- | -- | ----- |
| 1   | Abarth-Simca |   |      | 9 | 11,7 |   |   | 14,4 |   | 14,4 |    |    |    |    | 9  |    |    | (9) | 9  |      |    | 67,5  |
| 2   | MG           |   | 14,4 |   |      |   |   | 9,6  |   | 4,8  |    |    |    |    | 1  |    |    |     |    | 11,7 |    | 41,5  |
| 3   | Fiat-Abarth  |   |      | 3 | 3,9  |   |   |      |   |      |    |    |    |    | 6  |    |    | (4) | 6  | 7,8  |    | 26,7  |
| 4   | Alfa Romeo   |   |      |   | 2,6  |   |   | 3,2  |   | 3,2  |    |    |    |    |    |    |    |     |    | 5,2  |    | 14,2  |
| 5   | Alpine       |   |      |   |      |   |   | 6,4  |   |      |    |    |    |    |    |    |    | 3   |    |      |    | 9,7   |
| 6   | Triumph      |   | 9,6  |   |      |   |   |      |   |      |    |    |    |    |    |    |    |     |    |      |    | 9,6   |
| 7=  | Lancia       |   |      |   |      |   |   |      |   |      |    |    |    |    | 4  |    |    |     |    |      |    | 4     |
| 7=  | Austin       |   |      |   |      |   |   |      |   |      |    |    |    |    |    |    |    |     | 4  |      |    | 4     |
| 9=  | Lotus        |   |      |   |      |   |   |      |   |      |    |    |    |    |    |    |    |     | 1  |      |    | 1     |
| 9=  | Marcos       |   |      |   |      |   |   | 4,8  |   |      |    |    |    |    |    |    |    | 1   |    |      |    | 1     |

#### Catégorie GT - Division II (2 000cm3)
| Pos | Constructeur | 1    | 2     | 3 | 4 | 5      | 6 | 7    | 8      | 9    | 10  | 11 | 12 | 13 | 14 | 15 | 16 | 17  | 18 | 19   | 20 | Total |
| --- | ------------ | ---- | ----- | - | - | ------ | - | ---- | ------ | ---- | --- | -- | -- | -- | -- | -- | -- | --- | -- | ---- | -- | ----- |
| 1   | Porsche      | 14,4 | 14,4  |   |   | (11,7) |   | 14,4 | (11,7) | 14,4 | (6) |    | 18 |    |    | 9  |    | (9) |    | 11,7 |    | 96,3  |
| 2   | Alfa Romeo   |      | (4,8) |   |   | 7,8    |   | 9,6  | 5,2    | 6,4  | 9   |    |    |    |    |    |    | 2   |    | 5,2  |    | 45,2  |
| 3   | MG           | 1    |       |   |   |        |   |      |        |      |     |    | 12 |    |    |    |    |     |    | 7,8  |    | 19,8  |
| 4   | Triumph      |      |       |   |   |        |   |      |        |      |     |    | 8  |    |    |    |    |     |    |      |    | 8     |
| 5   | Lotus        | 3,2  |       |   |   |        |   |      | 2,6    | 1,6  |     |    |    |    |    | 1  |    | (1) |    |      |    | 5,8   |
| 6   | Abarth-Simca |      |       |   |   |        |   |      |        |      | 4   |    |    |    |    |    |    | 3   |    |      |    | 7     |
| 7   | Volvo        |      |       |   |   |        |   |      |        |      |     |    |    |    |    |    |    |     |    | 3,9  |    | 3,9   |
| 8   | TVR          |      |       |   |   |        |   |      | 1,3    |      |     |    |    |    |    |    |    |     |    |      |    | 1,3   |

#### Catégorie GT - Division III (+ de2 000cm3)
| Pos | Constructeur  | 1     | 2    | 3 | 4 | 5    | 6      | 7    | 8     | 9     | 10 | 11 | 12 | 13   | 14 | 15 | 16     | 17  | 18 | 19 | 20     | Total |
| --- | ------------- | ----- | ---- | - | - | ---- | ------ | ---- | ----- | ----- | -- | -- | -- | ---- | -- | -- | ------ | --- | -- | -- | ------ | ----- |
| 1   | Shelby        | 14,4  | 14,4 |   |   | 11,7 | (11,7) |      | (7,8) | 14,4  |    | 9  | 12 | 14,4 |    |    | (11,7) |     |    |    | (11,7) | 90,3  |
| 2   | Ferrari       | (4,8) |      |   |   | 5,2  | 7,8    | 14,4 | 11,7  | (4,8) |    |    | 18 |      |    |    | 5,2    | 9   |    |    | (3,9)  | 71,3  |
| 3   | Jaguar        |       |      |   |   |      |        |      |       |       |    | 4  |    |      |    |    |        | (2) |    |    | 5,2    | 7,2   |
| 4   | Austin-Healey |       | 4,8  |   |   |      |        | 9,6  |       |       |    |    |    |      |    |    |        |     |    |    | 1,3    | 8,1   |
| 5   | Chevrolet     |       |      |   |   |      |        |      |       |       |    |    |    |      |    |    |        |     |    |    | 2,6    | 2,6   |
| 6   | Sunbeam       | 1,6   |      |   |   |      |        |      |       |       |    |    |    |      |    |    |        |     |    |    |        | 1,6   |

#### Catégorie P - Trophée International des Prototypes
| Pos | Constructeur | 1 | 2     | 3 | 4 | 5    | 6 | 7    | 8 | 9    | 10 | 11 | 12 | 13 | 14 | 15 | 16 | 17 | 18 | 19 | 20     | Total |
| --- | ------------ | - | ----- | - | - | ---- | - | ---- | - | ---- | -- | -- | -- | -- | -- | -- | -- | -- | -- | -- | ------ | ----- |
| 1   | Ferrari      |   | (9,6) |   |   | 11,7 |   | 14,4 |   | 14,4 |    |    | 18 |    |    |    |    |    |    |    | (11,7) | 58,5  |
| 2   | Porsche      |   | 6,4   |   |   |      |   | 9,6  |   | 6,4  |    |    | 8  |    |    |    |    |    |    |    |        | 30,4  |
| 3   | Ford         |   | 14,4  |   |   | 5,2  |   |      |   |      |    |    |    |    |    |    |    |    |    |    |        | 19,6  |
| 4   | ISO          |   |       |   |   | 3,9  |   |      |   |      |    |    |    |    |    |    |    |    |    |    |        | 3,9   |